# العلاقات التشادية الزيمبابوية
العلاقات التشادية الزيمبابوية هي العلاقات الثنائية التي تجمع بين تشاد وزيمبابوي.

## مقارنة بين البلدين
هذه مقارنة عامة ومرجعية للدولتين:
| وجه المقارنة                                              | تشاد                      | زيمبابوي |
| --------------------------------------------------------- | ------------------------- | --- |
| المساحة (كم2)                                             | 1.28 مليون                | 390.76 ألف |
| عدد السكان (نسمة)                                         | 15.23 مليون               | 16.53 مليون |
| الكثافة السكانية (ن./كم²)                                 | 11.9                      | 42.3 |
| العاصمة                                                   | انجمينا                   | هراري |
| اللغة الرسمية                                             | لغة فرنسية، اللغة العربية | لغة إنجليزية، اللغة الشونا، النديبيلية الشمالية ‏، لغة الشيشيوا، Barwe ‏، Kalanga language ‏، Tshwa language ‏، النداو ‏، اللغة التسونجا، لغة الإشارة الزيمبابوية ‏، اللغة السوتية، تونغا ‏، اللغة التسوانية، اللغة الفيندية، اللغة الكوسية |
| العملة                                                    | فرنك وسط أفريقي           | دولار أمريكي |
| الناتج المحلي الإجمالي (بليون دولار)                      | 9.98 مليار                | 17.85 مليار |
| الناتج المحلي الإجمالي (تعادل القوة الشرائية) بليون دولار | 30.54 مليار               | 27.88 مليار |
| الناتج المحلي الإجمالي الاسمي للفرد دولار أمريكي          | 775                       | 924 |
| الناتج المحلي الإجمالي للفرد دولار أمريكي                 | 2.18 ألف                  | 1.79 ألف |
| مؤشر التنمية البشرية                                      | 0.392                     | 0.509 |
| رمز المكالمات الدولي                                      | +235                      | +263 |
| رمز الإنترنت                                              | .td                       | .zw |
| المنطقة الزمنية                                           | ت ع م+01:00               | ت ع م+02:00 |

## منظمات دولية مشتركة
يشترك البلدان في عضوية مجموعة من المنظمات الدولية، منها:
| علم المنظمة | اسم المنظمة                                 | تاريخ انضمام تشاد | تاريخ انضمام زيمبابوي |
| ----------- | ------------------------------------------- | ----------------- | --------------------- |
|             | مجموعة دول أفريقيا والكاريبي والمحيط الهادئ | ?                 | ?                     |
|             | مؤسسة التنمية الدولية                       | 7 نوفمبر 1963     | 29 سبتمبر 1980        |
|             | الأمم المتحدة                               | 20 سبتمبر 1960    | 25 أغسطس 1980         |
|             | منظمة التجارة العالمية                      | ?                 | ?                     |
|             | الاتحاد الأفريقي                            | ?                 | ?                     |
|             | منظمة الشرطة الجنائية الدولية               | ?                 | ?                     |
|             | المركز الدولي لتسوية المنازعات الاستشارية   | 14 أكتوبر 1966    | 19 يونيو 1994         |
|             | الاتحاد الدولي للاتصالات                    | 25 نوفمبر 1960    | 10 فبراير 1981        |
|             | البنك الدولي للإنشاء والتعمير               | 10 يوليو 1963     | 29 سبتمبر 1980        |
|             | الاتحاد البريدي العالمي                     | ?                 | ?                     |
|             | منظمة حظر الأسلحة الكيميائية                | ?                 | ?                     |
|             | مؤسسة التمويل الدولية                       | 2 أبريل 1998      | 29 سبتمبر 1980        |
|             | البنك الإفريقي للتنمية                      | ?                 | ?                     |
|             | وكالة ضمان الاستثمار متعدد الأطراف          | 11 يونيو 2002     | 10 أبريل 1992         |
|             | يونسكو                                      | 19 ديسمبر 1960    | 22 سبتمبر 1980        |

## وصلات خارجية
- موقع وزارة الخارجية الزيمبابوية